# PGC 43363
LEDA/PGC 43363 ist eine Spiralgalaxie vom Hubble-Typ Sb? im Sternbild Jungfrau auf der Ekliptik. Sie ist schätzungsweise 204 Millionen Lichtjahre von der Milchstraße entfernt  und hat einen Durchmesser von etwa 75.000 Lichtjahren. Vom Sonnensystem aus entfernt sich das Objekt mit einer errechneten Radialgeschwindigkeit von näherungsweise 4.700 Kilometern pro Sekunde. Gemeinsam mit drei weiteren Galaxien bildet sie die NGC  4760-Gruppe (LGG 312).
Im selben Himmelsareal befinden sich unter anderem die Galaxien NGC 4717, PGC 43319, PGC 43345, PGC 43493.